# Konagavalli, Shimoga
Konagavalli là một làng thuộc tehsil Shimoga, huyện Shimoga, bang Karnataka, Ấn Độ.